# Alina Tschaplenko
Alina Tschaplenko (ukrainisch Аліна Чапленко; * 26. Januar 1993 in Saporischschja) ist eine ukrainische Wasserspringerin. Sie springt im 10-m-Turmspringen und zusammen mit Julija Prokoptschuk im 10-m-Synchronspringen.
Sie gewann bislang drei Medaillen bei Schwimmeuropameisterschaften, alle im 10-m-Synchronspringen mit Prokoptschuk. 2008 in Eindhoven und 2010 in Budapest jeweils Silber und 2011 in Turin Bronze.